# José Gonçalves Santos Silva
José Gonçalves dos Santos Silva (Porto, 9 de abril de 1794 – 26 de abril de 1871) foi um empresário comercial e agrícola e político português.

## Biografia
Filho de Antônio Gonçalves da Silva e Rosa Maria da Conceição e Silva, negociante da praça do Porto e proprietário, Cônsul de Portugal na Ilha de Santa Catarina, mais tarde Florianópolis, Santa Catarina, Brasil. Foi Membro da Associação que preparou o Movimento de 1820 e, por isso, foi declarado Benemérito da Pátria. Foi, também, Negociante e Político no Brasil depois da sua Independência, tendo publicado uma cópia da cópia da Ata de instalação do futuro Município de Florianópolis.

## Casamento e descendência
Casou no Porto com Maria Carlota Pereira Guimarães, irmã mais nova de Manuel Pereira Guimarães, José Pereira Guimarães e Francisco Pereira Guimarães e irmã mais velha de Joaquim Pereira Guimarães e tia paterna do 1.º Visconde de Benalcanfor, com geração.